# Kebara 2
Kebara 2 o  Moshe son los nombres comunes del esqueleto postcraneal de Homo neanderthalensis, con nombre de catálogo KMH 2, encontrado en la cueva de Kebara (Israel) en 1983 y datado en 58 mil años. El hallazgo fue realizado por el arqueólogo Ofer Bar-Yosef, Baruch Arensburg y Bernard Vandermeersch. La publicación del estudio de los restos estuvo a cargo de Y. Rak et al. en el mismo año.
KMH 2, por Kebara Mousterian Hominids, se conserva en la Universidad de Tel Aviv.
El descubrimiento más importante realizado en la cueva de Kebara data del año 1983, en el que se encontró el esqueleto de neandertal más completo hasta la fecha. Sus descubridores lo bautizaron como Moshe, y está datado en torno al 60 000 a. C. El esqueleto ha preservado una importante parte del torso (columna vertebral, costillas y pelvis) así como ciertos huesos de los brazos. La cabeza y los miembros inferiores se han perdido.